# BBCブレックファスト
『BBCブレックファスト』（BBC Breakfast）はBBC One及びBBCニュースで放送されている朝の情報番組である。現在はメディアシティUKから生放送されており、放送日は祝日を含めて毎日である。
5年間副編集長を務めたAdam Bullimoreが現在編集長を務めている。 前任者は元イギリス編集長のAlison Fordであり、2013年7月に亡くなるまで務めていた。その前は5ニュースへ移ったDavid Kermodeである。

## 形式
平日6:00〜9:00まで、BBCニュースで同時放送される。同時放送中のスポーツニュースは6:10、6:35、7:35、8:35からである。さらに、生放送のスポーツニュースがロイヤルアスコットやウィンブルドンなどの試合開催地から放送され、プレゼンターが主要なスポーツ選手にインタビューする。ビジネスの最新情報は、新聞の主要なビジネス記事も話し合われる6:10に放送され、その後、スタジオから、または現地で、毎時20分と50分に伝えられる。イギリス国内の天気予報は、ブロードキャスティングハウスのBBCウェザーセンターから、または現地で、番組全体を通して毎時10分と40分に放送される。短い（約4分）地域のニュース、旅行、天気予報が、番組全体の正時前と毎時30分前に放送される。BBC News Channelが9:00に独自番組（『BBC News at Nine』から開始）のため離脱すると、番組はBBC Oneで9:15まで延長される。
バンク・ホリデーには3時間に短縮されるが、それでも地域のニュースの最新情報が主であり、BBC News Channelで完全に同時放送される。
週末は、地域局からのニュースは放送されない。週末版の1時間目または2時間目は、『クリック』、『レポーターズ (テレビ番組)』（日曜日6:30に完全放送）、『ニュースウォッチ (イギリスのテレビ番組)』（土曜日7:45に放送）、『トラベル・ショー (テレビ番組)』、『ザ・フィルム・レビュー』などのBBCの他番組の要約版を特集する場合がある。彼らはまた、ゲストとの新聞各紙のレビューを持っており、ポール・ルイス (ジャーナリスト)は通常、ビジネスや消費者金融のニュースについて話し合っている。同番組はBBC OneとBBC News Channelでも同時放送されているが、BBC Oneは日曜日に時々休止し、前夜版の『マッチ・オブ・ザ・デイ』を放送している。
新型コロナウイルス感染症（COVID-19）の感染拡大により、プレゼンターはソファに1メートル（3フィート3インチ）離れて座るように移動した。スポーツプレゼンターは伝統的にソファの端に向かって座っているが、ビジネスアイテムは通常、メインプレゼンターから少し離れた場所に立っているか座っている位置から与えられる。ただし、現在、スポーツニュースとビジネスニュースの両方が衛星立位から伝えている。